# アブー・ムスアブ・アッ＝ザルカーウィー
アブー・ムスアブ・アッ＝ザルカーウィー（アラビア語: أبو مصعب الزرقاوي; ’abū muṣ‘ab az-zarqāwī、1966年10月30日 - 2006年6月7日）は、ヨルダン生まれのイスラーム主義活動家、テロリスト。

## 人物
ザルカーウィーという名前は地名から由来し、本名ではない。なお、日本の報道ではアルファベット表記の読みをし、アブ・ムサブ・ザルカウィとされることがほとんどである。
ウサーマ・ビン・ラーディン率いるアル＝カーイダの有力な「細胞」の一つとされる組織の領袖。テロリストとして国際指名手配を受け、アメリカ合衆国は彼の掃討に多額の懸賞金をかけていた。しかしながら、ザルカーウィーらのグループとアル＝カーイダとの関係については明確ではない部分もある。ザルカーウィーがアル＝カーイダ系国際テロ組織のナンバー3ということもあるが、ザルカーウィー派は本来、国際活動よりもヨルダンの王制打倒を目標としており、アル＝カーイダ指導部とは温度差があるという。しかし、2004年以降イラクに潜伏するザルカーウィー派は、犯行声明において反米を繰り返し訴え、ビン・ラーディンに対する忠誠を宣言していた（「ウサーマ、あなたが海に飛び込むなら、私たちも海に飛び込むだろう」）。
ザルカーウィーとサッダーム政権との関係については、米上院情報特別委員会（Senate Select Committee on Intelligence）の2006年の報告書、「Postwar Findings about Iraq's WMD Programs and Links to Terrorism and How they Compare with Prewar Assessments」PDFファイル により、現在では完全に否定されている。この報告書は、「ザルカーウィーとそのグループに対し、サッダーム政権は関係を持っておらず、かくまってもおらず、目をつむって彼らを認可していたということもなかった（92ページ）」とCIA自身が2005年に結論づけていたと報告した。この報告書が出る以前には、ブッシュ政権によってザルカーウィーがイラク戦争開戦前にイラクに入国し、生物化学兵器の訓練を受けたと主張していた。

## 生涯

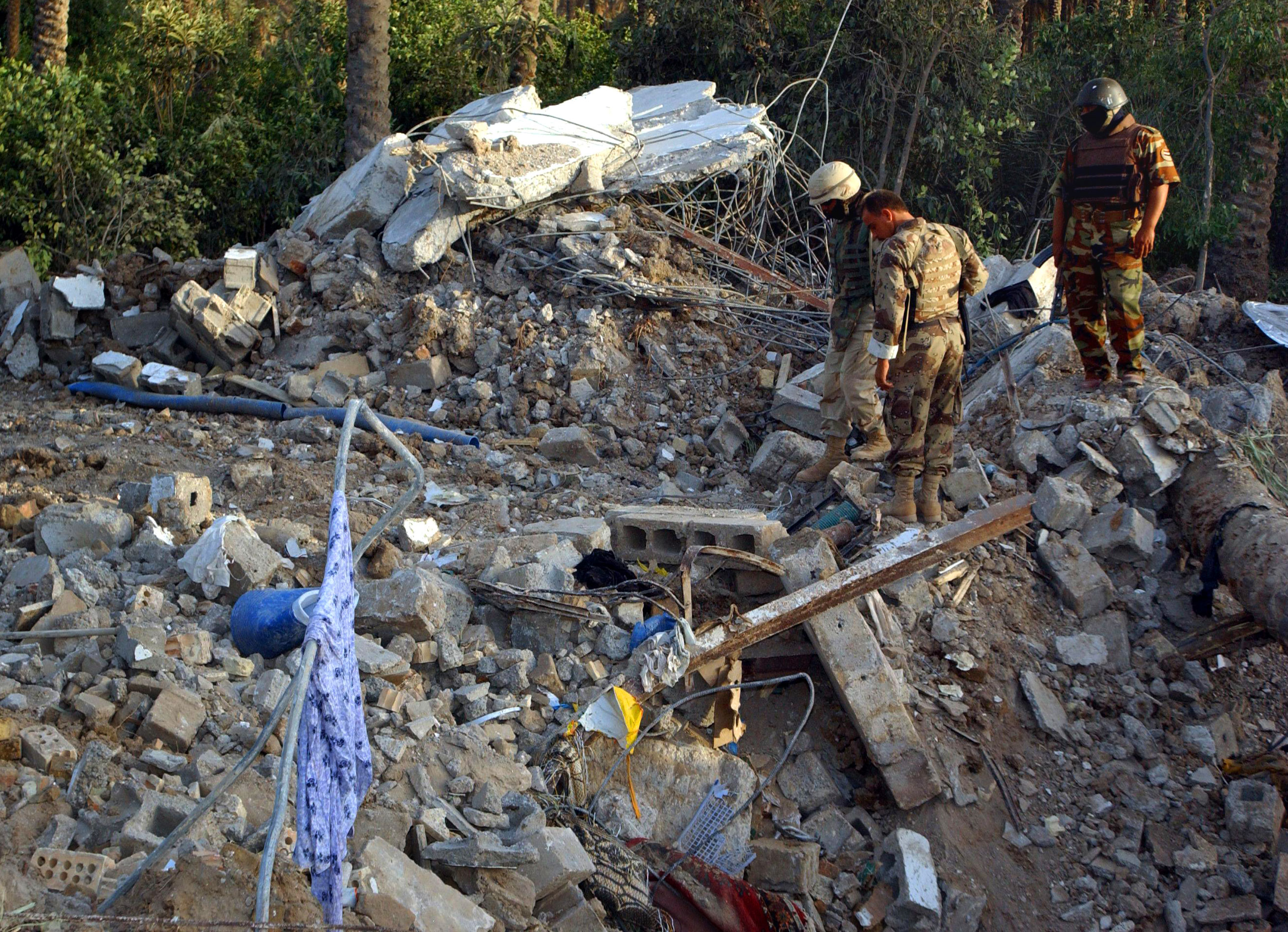
爆撃により破壊されたザルカーウィーの隠れ家（2006年）

「ザルカーウィー」とは「ザルカーの人」を意味し、ヨルダンの首都アンマン近郊の町ザルカー出身とされる。本名はアフマド・ファディール・アン＝ナザール・アル＝ハラーイラ(أحمد فضيل نزال الخلايلة; ’ahmad fadīl an-nazāl al-khalāyla)と言われている。バニーハサン族に属する貧困な家庭に生まれ、17歳のときに学校を中退したあと、1980年代にヨルダン国内で犯罪を犯して服役を経験したとされる。
1989年、ソビエト連邦のアフガニスタン侵攻に対するムジャーヒディーン（アラブ義勇兵）としてアフガニスタンにわたった。しかし、既にソビエト軍は撤退を開始しておりビン・ラーディンとの面会が目的だったと言われる。撤退していたため戦闘する代わりに『Al-Bonian al-Marsous』と呼ばれるイスラム主義のニュースレターの記者になった。一方、アフメド・ハシムは、コーストとガルデズの戦闘でザルカーウィーは戦っていたと述べている。また、『The Solid Edifice』という雑誌は、1990年にザルカーウィーは、後の精神的師である有力なサラフィー・ジハード主義者アブ・ムハンマド・マクディーシとも出会っていることが報道された。前後してイスラム主義（イスラム原理主義）運動にのめりこんだザルカーウィーは、アフガニスタンのキャンプをベースとして反ユダヤとヨルダンにおけるイスラーム国家の樹立を掲げる戦闘的なイスラーム原理主義組織「タウヒードとジハード集団」を立ち上げた。
2006年6月8日、イラク政府は6月7日夕方にザルカーウィーがバグダード65キロ北方のバアクーバ近郊で、アメリカ軍の爆撃により死亡し、遺体を指紋などで確認したと発表した。

## 活動

### ヨルダン
1992年、故国ヨルダンで活動していたザルカーウィーは王制打倒とカリフ制の樹立を目指す過激活動を摘発され、数年間収監されたとされる。1999年に恩赦で刑務所を出た彼は、2000年初頭にアンマンにあるイスラエル人やアメリカ人の宿泊するラディソンSASホテルを爆破しようとして陰謀が発覚し、パキスタンを経てアフガニスタンに逃げ込んだ。

### アフガニスタン
アフガニスタンではアル＝カーイダと接触し、その支援を受けてヨルダンでの体制変換を目指すテロリストの養成キャンプをヘラートの近郊に築いた。
米国ブッシュ政権によると、ザルカーウィーのキャンプは毒物など大量破壊兵器の装備を進めていたとされる。また、2001年のアメリカ同時多発テロ事件に前後してイラクの政権関係者と接触していたとされ、2003年のイラク戦争の大きな開戦理由のひとつとなった。
同時多発テロ後に起こったアメリカのアフガニスタン侵攻時にはアフガニスタンにいて爆撃で負傷したが、アフガニスタンからイランに逃れた。その後のザルカーウィーはイラクやヨルダンで潜伏しながら活動を継続したとみられ、2002年にアンマンでアメリカ人の外交官殺害事件を起こしたのもザルカーウィーのグループであるとされる。

### イラク

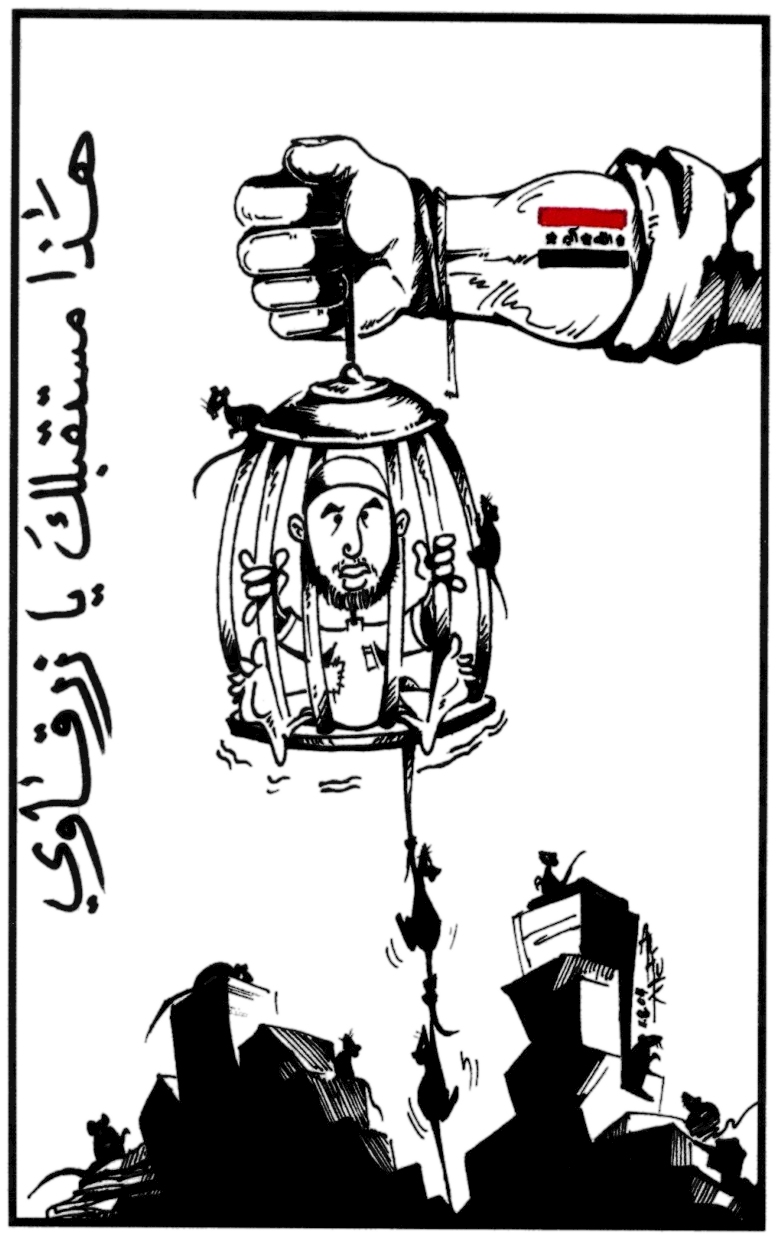
アメリカ軍がイラクで配布したパンフレット。罠にかかり檻に入れられたザルカーウィーが描かれ、アラビア語で「ザルカーウィー、これはお前の未来だ」と書かれている

2003年から2004年にかけて、ザルカーウィーのグループイラクの聖戦アル＝カーイダ組織（タウヒードとジハード集団）はサッダーム・フセイン政権倒壊後も混乱が続くイラクに潜入し、アンマンとバグダードの中間地点にあたり、アメリカ合衆国軍と地元住民の間で紛争が起こっていたファルージャの近辺に抵抗拠点を築いたとみられる。
2004年春以降、ザルカーウィーのグループ「タウヒードとジハード集団」は、イラクに滞在中の外国人を拉致して人質にし、斬首して殺害するという数々の事件を起こした。これらの事件の特徴は、覆面の男達が人質を拘束し、米軍撤退などの要求をつきつけたり報復を叫んで殺害する様子をビデオに収め、「タウヒードとジハード集団」名義でインターネットや中東のメディアに発信するというものであった。10月末に起こしたイラク日本人人質事件でも、犯人グループはインターネットを通じて発信した脅迫映像で、自らをザルカーウィーのグループと名乗っていた。日本ではこの事件以降、日本人男性の拘束・殺害事件の被疑者として「ザルカウィ容疑者」と呼ばれるようになった。イラク暫定政権への政権移譲に前後して繰り返し起こった爆破テロ事件も、いくつかにザルカーウィーの名で犯行声明が出された。また、2003年8月の国際連合ホテル爆破テロなど、アメリカ主導の新政権作りを揺さぶるために行われたいくつかのテロ事件も、ザルカーウィーの仕業によるものとされる。
2004年夏にはアメリカ軍によるファルージャでのザルカーウィー派の拠点とみられる民家への爆撃などが行われたが、効果があった痕跡はない。同年10月、同派は組織名を「イラクの聖戦アル＝カーイダ組織」と改め、アル＝カーイダとのつながりを再び強調した。さらに2005年9月にはイラク国内のシーア派への全面戦争を宣言した。
ザルカーウィーの残虐非道な行為に対し、イラク人は元より親族も心を痛めており、2005年11月には兄弟や親族一同がザルカーウィーに対し絶縁状を叩き付けた。さらに晩年、彼は数多くの過ちを犯した為、軍事政治部門の指導者から軍事部門の指導者に降格されたとされている。

## 死亡

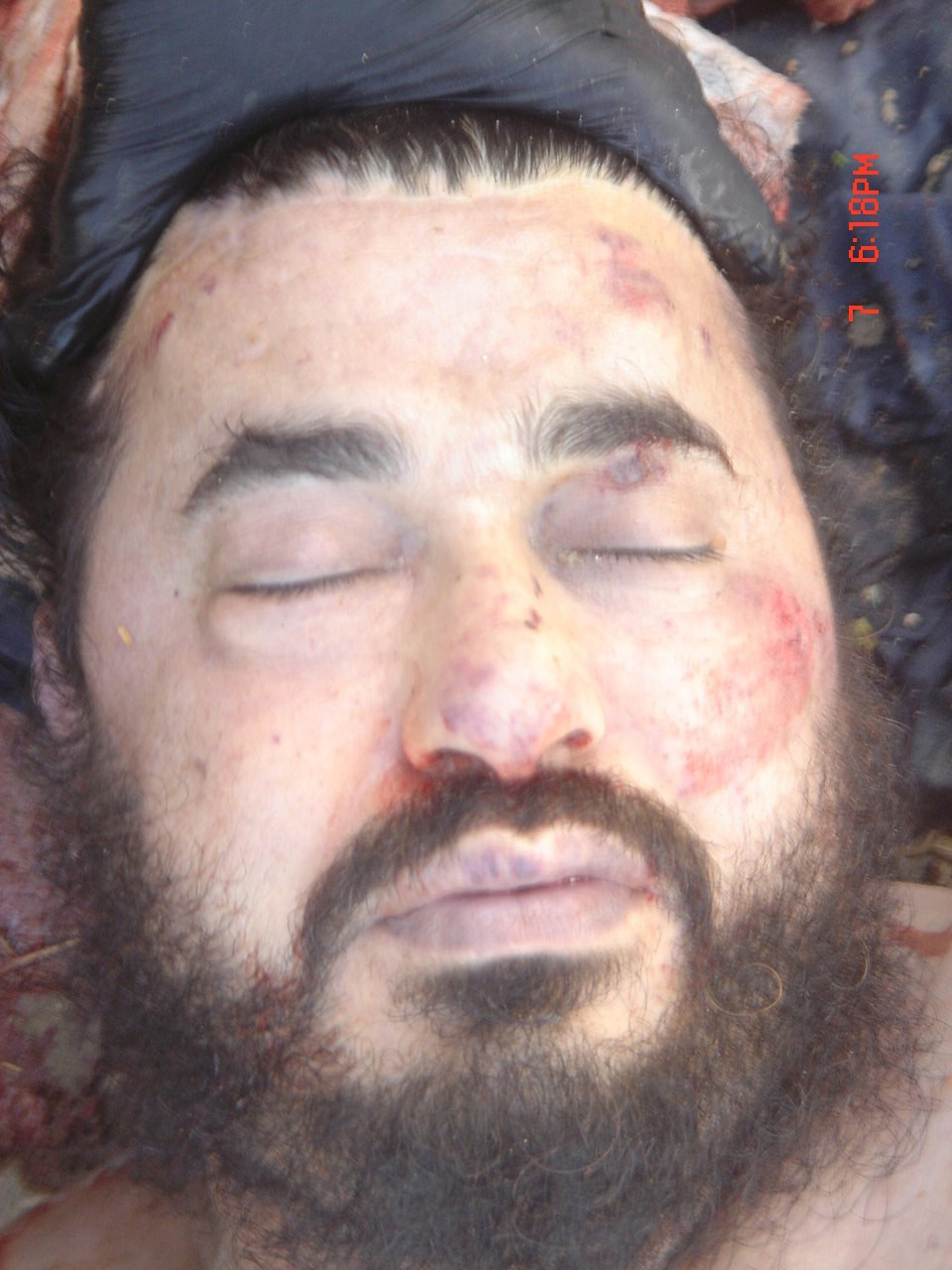
殺害後のザルカーウィー（2006年）

米軍報道官の発表によれば、ザルカーウィーは、2006年6月7日から8日にかけて行われた、バクバ市にあるザルカーウィーの潜伏先を標的としたアメリカ空軍のF16戦闘機による500ポンド爆弾2発の爆撃を受け死亡した。爆撃後、即座にイラク軍特殊部隊及び第145任務部隊が現場に入り、ザルカーウィーを発見し、担架に乗せ、指紋採取などにより本人であることを確認した。爆撃を受けてもザルカーウィーは即死には至らず、致命傷を負いながらも生存していた。担架の上で、聞き取り不能な言葉を発したり、逃亡しようとする様子も見せたが、爆撃による傷のため、すぐに死亡したとされる。